# جانکارلو بادسی
جانکارلو بادسی (ایتالیایی: Giancarlo Badessi؛ ۲۱ سپتامبر ۱۹۲۸ – ۶ دسامبر ۲۰۱۱) بازیگر و فیلم‌نامه‌نویس اهل ایتالیا بود.<ref name="bio2">"Roma: morto l'artista lecchese Giancarlo Badessi" (به ایتالیایی). Merate Online. 8 December 2011.</ref
از فیلم‌هایی که وی در آن نقش داشته‌است، می‌توان به آرتینو و استدلال‌هایش در مورد روسپی‌های درباری، زنان شوهردار و… مردان بی‌غیرت، عشق یعنی حسادت، سوداگر، روزنگار سیاه، سالن کیتی، کالیگولا، آس برنده، سرتاسر طنز، چه بر سر سولانژ آوردی؟ و اکشن اشاره کرد.